# Сельское поселение Лопатино
Сельское поселение Лопатино — муниципальное образование в Волжском районе Самарской области.
Административный центр — село Лопатино.

## Административное устройство
В состав сельского поселения Лопатино входят:
- село Лопатино,
- посёлок Березки,
- посёлок НПС «Дружба»,
- посёлок Новоберезовский,
- посёлок Новолопатинский,
- посёлок Придорожный,
- посёлок Самарский.

## Население
| 2010    | 2012    | 2013  | 2014  | 2015  | 2016  | 2017  | 2018    | 2019    |
| ------- | ------- | ----- | ----- | ----- | ----- | ----- | ------- | ------- |
| 4671    | ↗4705   | ↗4822 | ↗4922 | ↗5468 | ↗7320 | ↗9484 | ↗13 693 | ↗18 949 |
| 2020    | 2021    |       |       |       |       |       |         |         |
| ↗22 344 | ↗31 283 |       |       |       |       |       |         |         |